# Old Boy
Old Boy (en hangul 올드보이, transliteració fonètica de "old boy") és una pel·lícula del director coreà Chan-wook Park, que va guanyar el gran premi del jurat al Festival Internacional de Cinema de Canes l'any 2004. El president del jurat en aquella edició era Quentin Tarantino, que va definir el film com "l'obra que sempre havia desitjat fer".
Old Boy forma part de la trilogia de pel·lícules que el director ha fet basades en la venjança. Aquesta trilogia es va iniciar l'any 2002 amb Simpathy For Mr. Vengeance i va finalitzar l'any 2005 amb Simpathy For Lady Vengeance.
L'obra es basa en el còmic manga de Tsuchiya Garon i Minegishi Nobuaki.

## Argument
Un home anomenat Oh Dae-su és segrestat al mateix temps que assassinen a la seva dona. El mantindran en una habitació amb televisió, però sense donar-li cap explicació ni deixar-lo veure mai ningú. Al cap de quinze anys és alliberat i hom li deixa cinc dies per a descobrir el responsable i el perquè del seu llarg segrest.

## Premis
- Grand Bell Awards – Corea del Sud del 2004
  - Millor director – Park Chan-wook
  - Millor actor – Choi Min-sik
  - Millor muntage – Kim Sang-beom
  - Millor fotografia – Park Hyun-won
  - Millor música – Cho Young-wuk
- Hong Kong Film Awards del 2005
  - Millor pel·lícula asiàtica
- 57 Festival de Cinema de Cannes
  - Gran premi del jurat – Park Chan-wook
  - Nominada a la palma d'or – Park Chan-wook
- 37 Festival Internacional de Cinema de Catalunya - Sitges 2004
  - Millor pel·lícula
  - Millor pel·lícula per la crítica